# Кароліна Матильда Ганноверська
Кароліна Матильда Ганноверська (англ. Caroline Matilda  of Great Britain, дан. Caroline Mathilde) також Кароліна Матильда Уельська (англ. Caroline Matilda of Wales; 22 липня 1751, Лондон — 10 травня 1775, Целле) — молодша дочка Фредеріка, принца Уельського, дружина данського короля Крістіана VII і мати короля Фредеріка VI.
Кароліна Матильда була молодшою дочкою Фредеріка, принца Уельського, і його дружини Августи Саксен-Готської; дівчинка народилася через кілька місяців після смерті Фредеріка. Принцеса виховувалася у відокремленій сімейній атмосфері далеко від королівського двору. У віці п'ятнадцяти років вона була видана заміж за свого кузена данського короля Крістіана VII. Крістіан страждав на психічне захворювання і залишався холодним до дружини протягом усього шлюбу, в якому народилося двоє дітей — Фредерік і Луїза Августа, яка, ймовірно, з'явилася на світ внаслідок адюльтеру.
У 1769 році на службу до короля вступив лікар Йоганн Фрідріх Струензе. Спочатку Кароліна Матильда ставилася до нього холодно, проте він швидко завоював серце вісімнадцятирічної королеви. У них був романтичний зв'язок, а сам Йоганн Фрідріх став швидко просуватися кар'єрними сходами. Незабаром він досяг піку влади і провів ряд реформ, які Кароліна Матильда підтримала. Дії Струензе, а також його зв'язок з королевою, стали причиною появи могутніх ворогів, в число яких увійшла мачуха Крістіана VII Юліана Марія і її син Фредерік. Під керівництвом Юліани Марії при дворі дозріла змова, внаслідок якої Струензе був страчений, а Кароліна Матильда розлучена й вислана з країни. Вона померла в Целле, ганноверському володінні її брата Георга III, у віці двадцяти трьох років від скарлатини.

## Життєпис

### Дитячі та юнацькі роки

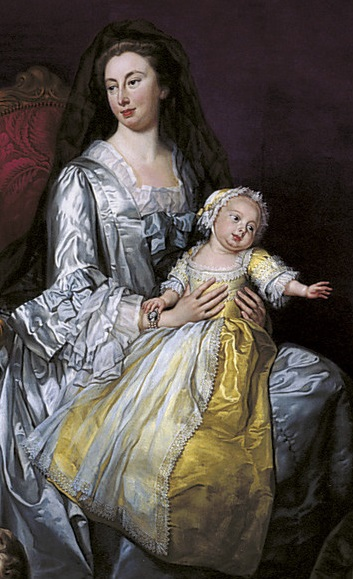
Кароліна Матильда на руках у матері, з групового портрету Діти фредеріка, принца Уельського, написаного Джорджем Наптоном у 1751.

Кароліна Матильда народилася 22 липня (11 липня за старим стилем) 1751 року у Лейстер-хаусі, Лондон. Вона була дев'ятою і наймолодшою дитиною Фредеріка, принца Уельського, і принцеси Августи Саксен-Готської. Її батько раптово помер 31 березня 1751 року, за три місяці до її народження. Будучи донькою принца Уельського, їй при народженні було надано ім'я та титул Її Королівська Величність принцеса Кароліна Матильда, хоча на момент її народження цей титул перейшов до її брата Георга (який став королем Георгом III у 1761). Обидва її імені використовувалися для того, щоб відрізнити її від тітки по батьківській лінії принцеси Кароліни.

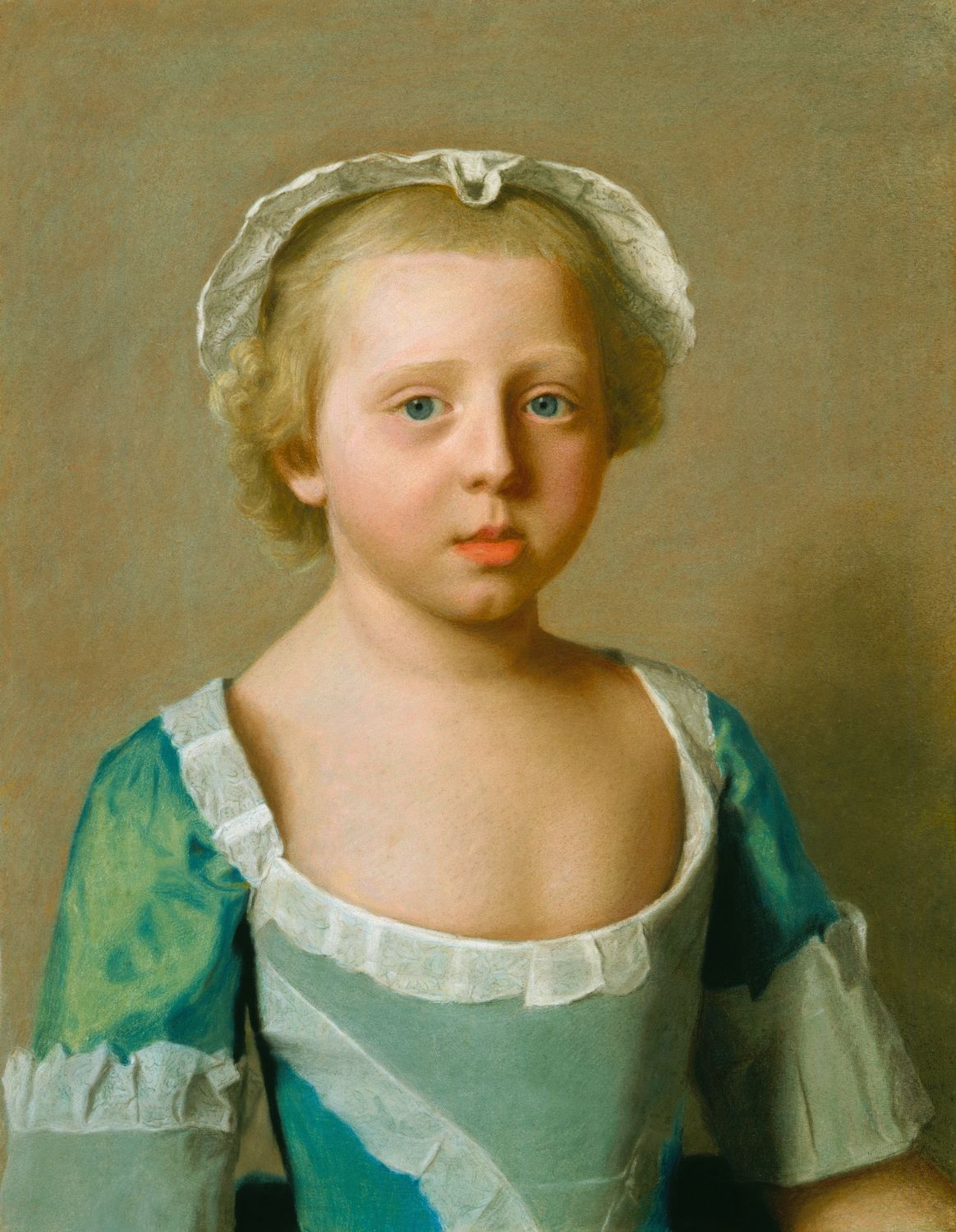
Кароліна Матильда, у віці 3 років, художник Жан Етьєн Ліотар

В тому ж будинку, на десятий день після народження, 1 серпня принцесу охрестив єпископ норвічський Томас Хейтер. Її хрещеними стали брат Георг, тітка Кароліна та сестра Августа.
Принцесу виховувала її сувора матір далеко від англійського королівського двору, її описували простою та невимушеною, і саме тому, будучи дорослою її не цікавила ні політика, ні інтриги королівського двору. Більшість свого часу вона проводила разом зі своєю сім'єю в Лейстер-хаузі, та на свята вони виїжджали до палацу Кью. Кароліна Матильда любила проводити час на відкритому повітрі та їздити верхи, і, не зважаючи на нерівності між отриманою нею та її сестрами освітою, вона була музично обдарованою. Принцеса була майстерною співачкою з чарівним голосом і на додачу володіла трьома іноземними мовами: італійською, французькою та німецькою.

## Образ в культурі
Кароліна Матильда фігурує у фільмі данського режисера Ніколая Арселя «Королівський роман» (2012, у ролі Кароліни — Алісія Вікандер). Стрічку знято на основі однойменного роману Боділа Стенсена-Лета. У британському фільмі «Диктатор» (англ. The Dictator) 1935 року Кароліну Матильду зіграла акторка Медлін Керол.